# Voetbalkampioenschap van Boa Vista
Het voetbalkampioenschap van Boa Vista is de regionale voetbalcompetitie van Boa Vista dat tot Kaapverdië behoort. De winnaar speelt in de Kaapverdisch voetbalkampioenschap. Académica Operária heeft de meeste titels, namelijk acht.

## Clubs in het seizoen 2014/15[1]
- Académica (Sal Rei)
- África Show (Rabil)
- Desportivo Estância Baixo
- Juventude (Norte)
- Onze Estrelas (Bofarreira)
- Sal-Rei
- Sanjoanense
- Sporting

## Winnaars
- 1977-78: Académica Operária
- 1978-79: Académica Operária
- 1981-82: Académica Operária
- 1982-83: Académico Sal Rei
- 1983-84: Académica Operária
- 1984-85: Académica Operária
- 1988-89: Académica Operária
- 1990-91: Académica Operária
- 1992-93: Académica Operária
- 1993–94: Sal-Rei
- 1994–95: Académica Operária
- 1995–96: Académica Operária
- 1996–97: Académica Operária
- 1997–98: Sal-Rei
- 1998–99: Académica Operária
- 1999–2000: Académica Operária
- 2000–01: geen competitie
- 2001–02: Académico Sal Rei
- 2002–03: Académica Operária
- 2003–04: Sal-Rei
- 2004–05: Sal-Rei
- 2005–06: Sal-Rei
- 2006–07: Sal-Rei
- 2007–08: Sal-Rei
- 2008–09: Académica Operária
- 2009–10: Sporting
- 2010–11: Sal-Rei
- 2011–12: Académica Operária
- 2012–13: Onze Estrelas
- 2013–14: Académica Operária
- 2014–15: Académica Operária

## Referentie
1. ↑  Batalha, José, Kaapverdisch Voetbalkampioenschap 2014/15. Rec.Sport.Soccer Statistics Foundation (23 april 2015). Geraadpleegd op 27 april 2015.

11 Estrelas · Académica Operária · África Show · Desportivo · Juventude do Norte · Sal Rei · Sanjoanense · Sporting